# David Koff
David Koff (* 24. September 1939 in Philadelphia; † 6. März 2014) war ein US-amerikanischer Filmemacher, Autor und sozialer Aktivist. Für den Dokumentarfilm People of the Wind wurde er 1977 für den Oscar nominiert.

## Leben
David Koff wurde 1939 als Sohn russisch-jüdischer Eltern geboren. Sein Vater war Versicherungsmakler. Als er sechs Jahre alt war, zogen seine Eltern mit ihm nach Los Angeles, wo er im Stadtteil Van Nuys aufwuchs. Koff studierte zunächst an der Stanford University, wo er 1961 graduierte, gefolgt von einem Masterstudium in der University of California, Berkeley.
Während er sich an der Bürgerrechtsbewegung beteiligte, hörte er 1960 in Alabama einen Austauschstudenten von Afrika erzählen. Er beschloss daher, nach Afrika zu gehen. Er war Lehrer in Sierra Leone, Freiwilliger in Ghana und arbeitete für Verleger in Kenia und Tansania. Unter anderem war er der Ghostwriter für John Okello.
Mit der Tansanierin Msindo Mwinyipembe und dem Briten Anthony Howarth drehte er die Trilogie The Black Man’s Land, die sich mit der Kolonialgeschichte Ostafrikas, der Mau-Mau-Bewegung und dem Leben des ersten kenianischen Präsidenten Jomo Kenyatta befasste. 1976 drehte er mit Anthony Howarth People of the Wind. Der Film befasst sich mit Nomaden im Iran.
1978 drehte er für einen amerikanischen Fernsehsender den umstrittenen Film Blacks Britannica. Der Dokumentarfilm porträtierte Großbritannien als ein Land, das Schwarze unterdrückt. Sein Film Occupied Palestine (1981) befasste sich mit israelischen Siedlungen in Westjordanien. Der Film erregte eine größere Kontroverse als Blacks Britannica. Die Premiere in San Francisco etwa musste wegen Bombendrohungen verschoben werden.
1982 zog er mit Frau und Kindern nach Mogadischu, um einen allerdings nie fertiggestellten Dokumentarfilm über Somalia zu erschaffen. Nachdem er mehrere Jahre dort gelebt hatte, zog er in die Vereinigten Staaten. Hier begann er mit 50 Jahren für die Restaurant- und Hotelangestellten-Gewerkschaft zu arbeiten. Grund hierfür war, dass seine politische Arbeit es schwerer machte seine Filme zu finanzieren und er finanzielle Sicherheit für seine Familie suchte. Unter anderem deckte er in der Zeit als Gewerkschaftsangestellter einen Skandal um den Belmont Learning Complex in Los Angeles auf.
Der Film City on the Edge von 1992 stellte Los Angeles als einen gefährlichen Ort für Besucher da, was er auf zu geringe Löhne zurückführte.
2002 schuf er den Film Windows, der die Geschichte von Immigranten erzählt, die im Restaurant im World Trade Center beschäftigt waren und bei dem Terroranschlag am 11. September 2011 getötet wurden.
Koff, der zuletzt mehrere Jahre an einer Depression litt, beging Suizid.

## Familie
Koff heiratete in erster Ehe zu Beginn der 1960er Margaret Henry, eine Mitstudentin.
1969 heiratete Koff Msindo Mwinyipembe. Aus der Ehe gingen die in London geborenen Kinder Kimera und Clea hervor. Msindo und David trennten sich 2005. Zuvor war David Koff zu seiner neuen Lebensgefährtin Crescent Dragonwagon gezogen.